# عکاسی بی‌کانون

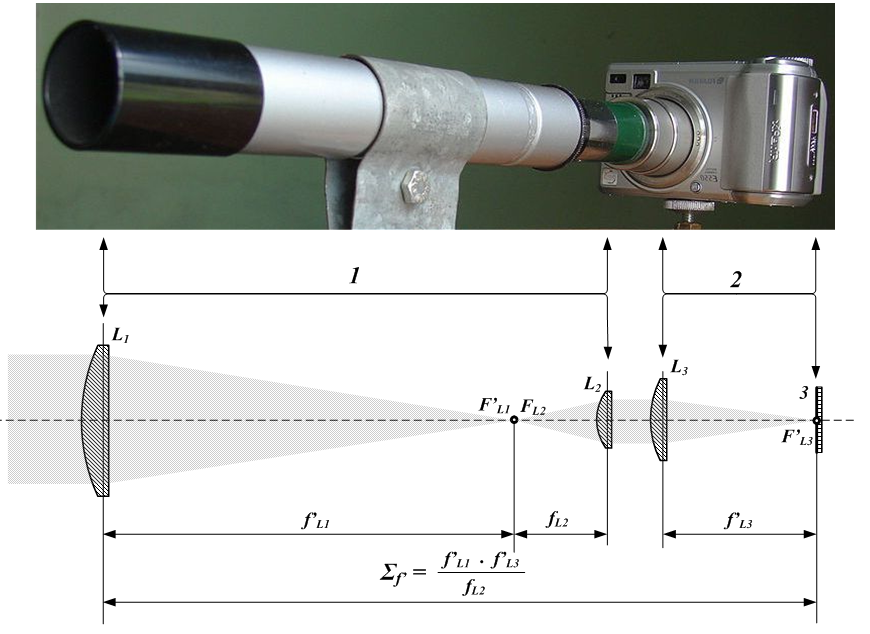
راه‌اندازی تکنیک بی‌کانون به همراه نمودار اپتیکال:
۱- تلسکوپ
1. دوربین عکاسی
2. فیلم عکاسی یا گیرنده تصویر
L۱ - شی
L۲ - عدسی روی دوربین یا میکروسکوپ
L۳ - لنز دوربین عکاسی

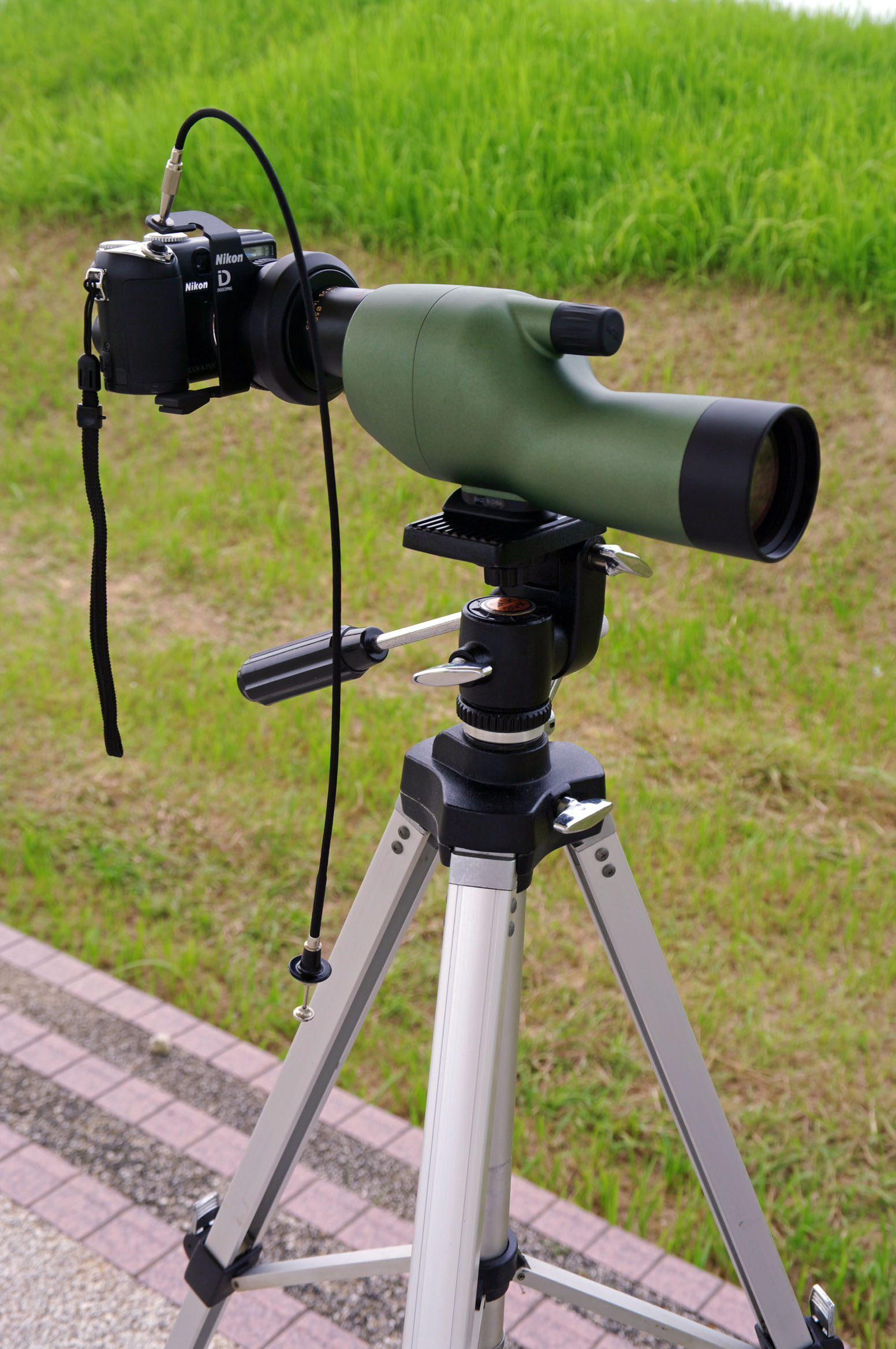
نمونه‌ای از اتصال یک دوربین دیجیتال شرکت نیکون به دستگاه Spotting scope توسط یک مبدل.

عکاسی بی‌کانون یا عکاسی آفوکال (به انگلیسی: Afocal photography) تکنیکی در عکاسی است که در آن به جای اتصال لنز بر روی بدنهٔ دوربین عکاسی، از دستگاه‌های اپتیکی دیگری نظیر تلسکوپ یا میکروسکوپ استفاده می‌شود. عکاسی بی‌کانون با هر سامانه‌ای که بتواند تولید یک تصویر از نور موازی را نماید، امکان‌پذیر است.
از این تکنیک برای عکاسی با هدف‌های علمی و نیز عکاسی نجومی استفاده می‌شود.

## نگارخانه

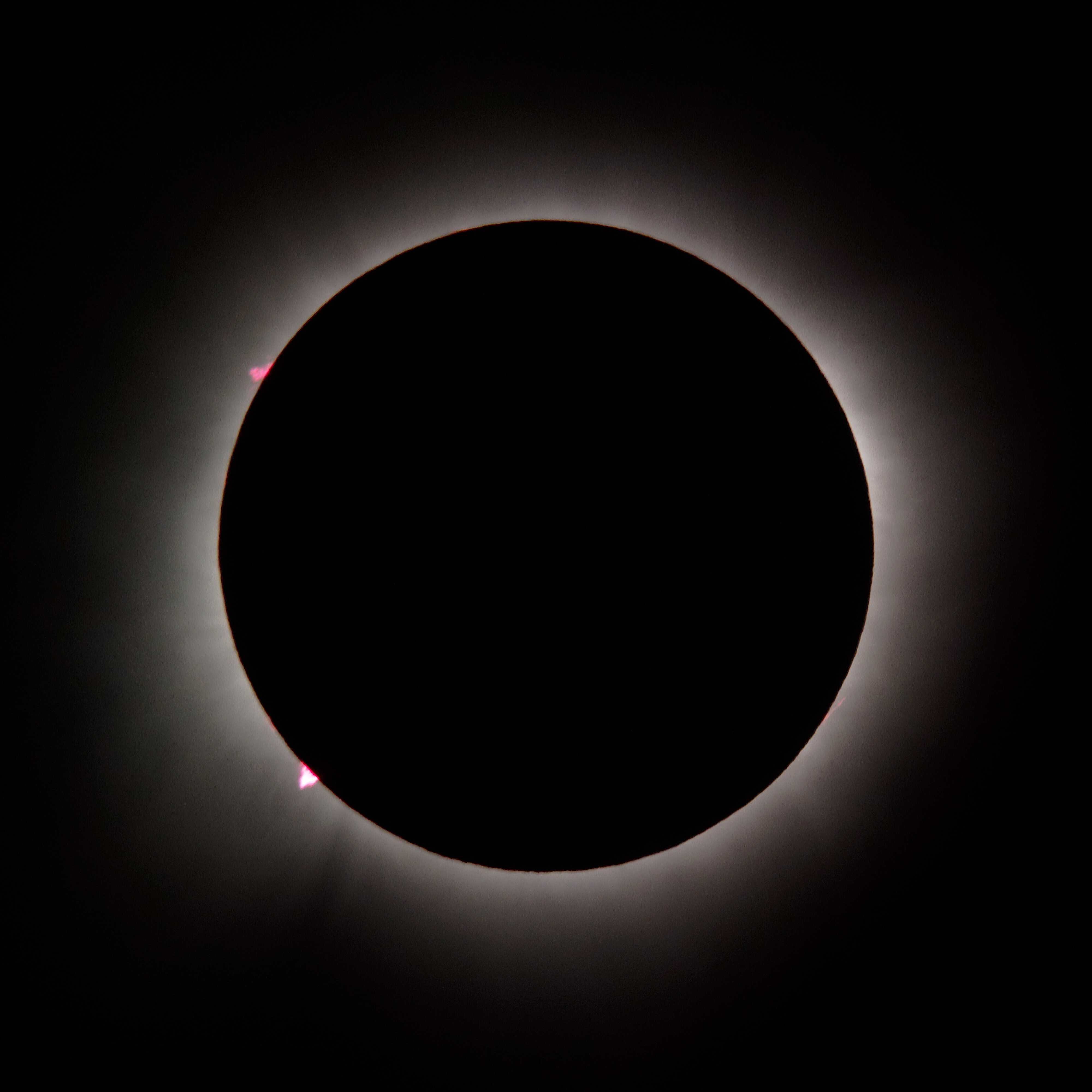
یک عکس نجومی کانونی از خورشید گرفتگی کامل ۸ آوریل ۲۰۲۴، که با زون‌فون۹ ایسوس و سلسترون C5+ از طریق یک چشمی ۳۲ میلی متری پاسل گرفته شده است.
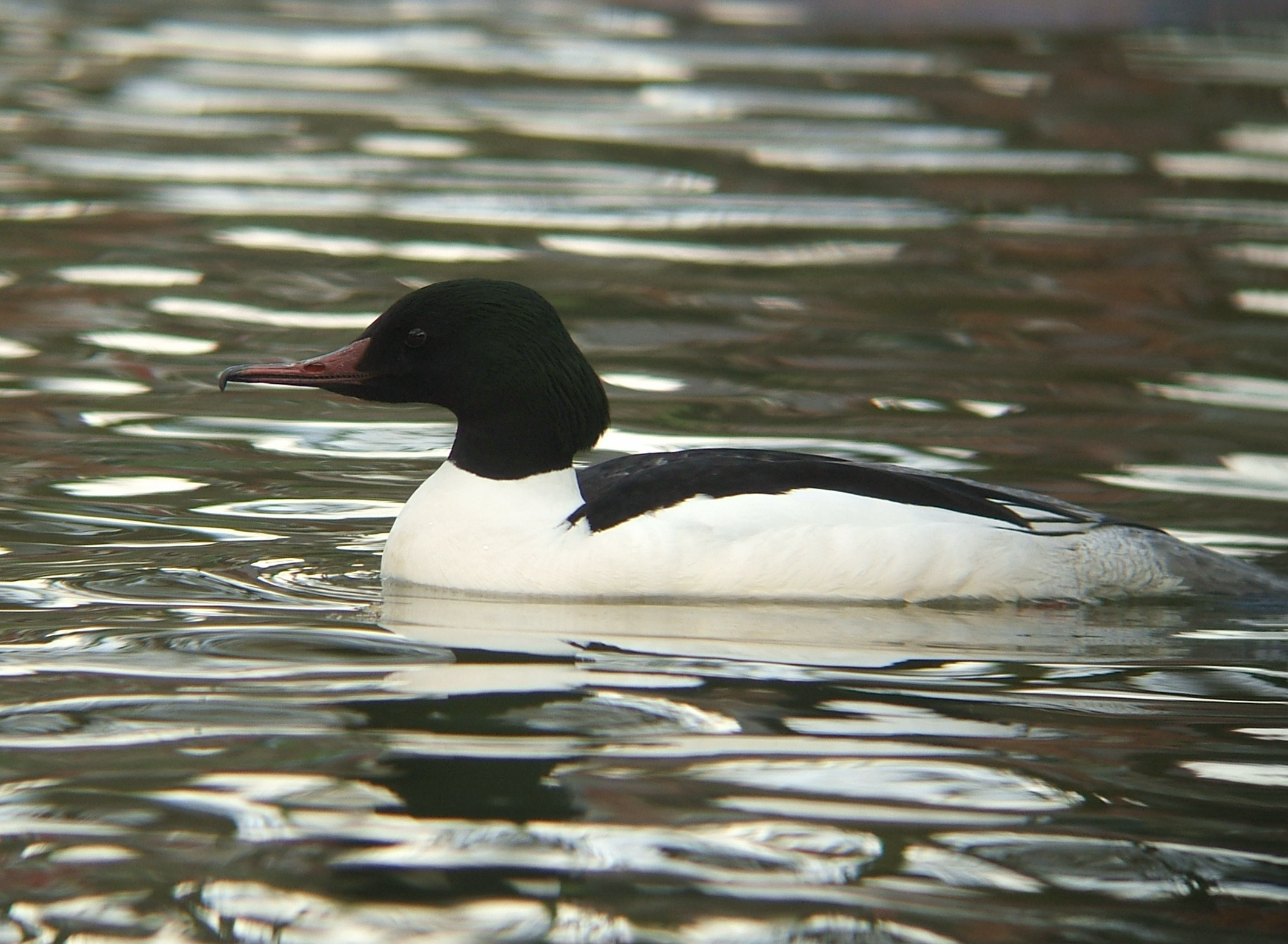
عکس "دیجیسکوپی" از یک اردک ماهی‌خوار بزرگ که با دوربین دیجیتال فوجی‌فیلم و دوربین تشخیص کووا گرفته شده است.